# ورم الأرومات الصنوبرية
ورم الأرومات الصنوبرية هو أحد الأورام الخبيثة التي تصيب الغدة الصنوبرية. يصنف ضمن أورام الأديم العصبي البدائي الظاهر فوق الخيمة. يصيب ورم الأرومة الصنوبرية جميع الأعمار، ولكنه أكثر شيوعًا لدى الأطفال الصغار. تمثل هذه الأورام 0.001% من مجمل أورام الجهاز العصبي المركزي الأولية.

## الوبائيات
يصيب ورم الأورمة الصنوبرية الأطفال بأعمار صغيرة بشكل أكثر شيوعًا. وجدت إحدى الدراسات أن العمر الوسطي لتظاهر الورم هو 4.3 سنوات، مع ذروتين للإصابة هما بعمر 3 و8 سنوات.  يصيب الورم الذكور والإناث بنسب متساوية، وقد يكون أكثر شيوعًا لدى الإناث. يزداد خطر الإصابة بورم الأرومة الصنوبرية بنسبة 71% لدى السود بالمقارنة مع البيض. يلاحظ هذا الاختلاف بشكل أوضح لدى المرضى الذين تتراوح أعمارهم بين 5 إلى 9 سنوات.

## المظاهر السريرية
يترافق ورم الأرومة الصنوبرية مع أعراض متنوعة مثل الصداع، والتغيرات السلوكية والاضطرابات المعرفية. قد تسبب الكتلة الورمية استسقاء الرأس الانسدادي، ما يؤدي إلى زيادة الضغط داخل الجمجمة. يعاني المرضى في الحالات من عيوب الرؤية ومتلازمة بارينو. يتميز الورم بطبيعتيه العدوانية، ويشيع حدوث الانتقالات في وقت التشخيص. يغزو ورم الأرومة الصنوبرية بشكل موضعي، وينتشر إلى الرأس والعمود الفقري لدى 25-41٪ من المرضى. ينتقل الورم إلى الجهاز العصبي المركزي بشكل شائع، بينما يندر حدوث النقائل البعيدة.

## التشخيص
تستخدم العديد من طرق التصوير الشعاعي لتشخيص ورم الأرومة الصنوبرية. يعتبر التصوير المقطعي المحوسب الإجراء التشخيصي الأول، ويتبع بالتصوير بالرنين المغناطيسي. يبدي التصوير المقطعي المحوسب كتلًا كبيرة متعددة الفصوص مع تعزيز غير متجانس للمادة الظليلة، تظهر أيضًا تكلسات على محيط الغدة الصنوبرية. يبدي التصوير بالرنين المغناطيسي كتل ورمية متفرقة مع تعزيز غير متجانس. يظهر الورم على شكل كتلة ناقصة إلى متماثلة الكثافة على الزمنT1، بينما تظهر عالية الكثافة على الصور الموزونة T2.  قد تلاحظ مناطق من النخر الخلوي أو النزيف أيضًا. يستخدم التصوير بالإصدار البوزيتروني PET-CT لإجراء التشخيص، يزداد قبط الخلايا الورمية للفلوروديوكسي غلوكوز في ورم الأرومة الصنوبرية بالمقارنة مع بقية الأروام الصنوبرية.
يتطلب التشخيص أيضًا أخذ عينات من السائل الدماغي النخاعي عن طريق البزل القطني، ودراسة الخلايا وتقييم العلامات الورمية.
يتطلب تأكيد التشخيص أخذ خزعة من الورم وإجراء الدراسة النسيجية. يبدو النسيج الورمي على شكل خلايا زرقاء صغيرة عالية الكثافة. قد تظهر سمات الأورام الخبيثة العدوانية، مثل نسبة عالية من النواة إلى السيتوبلازما، والخلايا ضعيفة التمايز، والنشاط الانقسامي العالي، والنخر الخلوي. يبدي النسيج الورمي في بعض الحالات زهيرة هومر رايت (الزهيرة العصبية)، أو زهيرة فلكسنر وينترشتاين (الزهيرة الشبكية). لم تشاهد الزهيرة الصنوبرية في ورم الأرومة الصنوبرية على عكس بقية أورام الغدة الصنوبرية. يبدي التلوين المناعي إيجابية الواسمات الخلوية العصبية، والدبقية، والخلايا المستقبلة للضوء.

## المعالجة
تبدأ الخطة العلاجية بتدبير استسقاء الرأس الانسدادي، وإجراء تحويلة لإعادة توجيه السائل الدماغي الشوكي المتراكم، تساعد هذه التحويلة في تخفيف الضغط المتزايد داخل الجمجمة وتخفيف بعض الأعراض. تترافق جراحة استئصال الورم بنتائج علاجية أفضل، يجاور الغدة الصنوبرية مجموعة من البنى الوعائية العصبية، ما يزيد من خطورة الجراحة وقد يجعلها غير ممكنة. يُجرى الاستئصال الكامل للورم في حوالي 30% من الحالات. يفيد العلاج الشعاعي للدماغ والحبل الشوكي التالي للعمل الجراحي، ويزيد من معدل البقاء على قيد الحياة. لا يطبق العلاج الشعاعي للمرضى الذين تقل أعمارهم عن 3 سنوات نظرًا لترافقه مع العديد من المخاطر العصبية. يستخدم العلاج الكيميائي في بعض الحالات، إما قبل الجراحة أو بعدها؛ لم تحدد الطريقة المثلى لتطبيقه حتى الآن.